# 东山镇 (大兴安岭地区)
东山镇是中华人民共和国黑龙江省大兴安岭地区加格达奇区下辖的一个镇。
2022年8月，黑龙江省民政厅批复同意加格达奇区撤销东山街道，设立东山镇，镇人民政府驻朝阳路96号。

## 行政区划
东山镇下辖以下村级行政区划单位：铁工社区、路园社区、朝阳社区和幸福村。